# Microscapha mutabilis
Microscapha mutabilis là một loài bọ cánh cứng trong họ Melandryidae. Loài này được Nikitsky & Below miêu tả khoa học năm 1982.